# Ralf-Bernhard Wartke
Ralf-Bernhard Wartke (* 27. November 1948 in Berlin; † 16. Dezember 2024 in Potsdam) war ein deutscher Vorderasiatischer Archäologe.

## Werdegang
Wartke studierte von 1967 bis 1973 Klassische Archäologie und Orientalische Archäologie an der Humboldt-Universität zu Berlin. 1984 promovierte er mit einer Dissertation über Die Metallobjekte aus Toprakkale im Vorderasiatischen Museum zu Berlin. Seit 1975 war er wissenschaftlicher Assistent am Vorderasiatischen Museum in Berlin. Seit 1987 war er Kustos der archäologischen Sammlung des Museums, von 1992 bis zu seiner Pensionierung 2013 in Nachfolge von Evelyn Klengel-Brandt stellvertretender Direktor. Ihm folgte in der Funktion Lutz Martin.
Wartke galt als international anerkannter Fachmann für die Erforschung Urartus. Daneben waren die palmyrische Plastik und technisch-technologische Fragen seine besonderen Interessensgebiete. Er nahm an Ausgrabungen in Bulgarien, Syrien und dem Irak teil.
Wartke war dreifacher Vater.

## Schriften
- Urartu, das Reich am Ararat. von Zabern, Mainz 1993 (Kulturgeschichte der antiken Welt, Band 59) ISBN 3-8053-1483-3.
- (Hg.) Handwerk und Technologie im Alten Orient. Ein Beitrag zur Geschichte der Technik im Altertum. von Zabern, Mainz 1994, ISBN 3-8053-1598-8.
- mit Georg Gerster: Flugbilder aus Syrien. Von der Antike bis zur Moderne. von Zabern, Mainz 2003 (Zaberns Bildbände zur Archäologie/Sonderheft der Antiken Welt) ISBN 3-8053-3249-1.
- Sam'al. Ein aramäischer Stadtstaat des 10. bis 8. Jahrhunderts v. Chr. und die Geschichte seiner Erforschung. von Zabern, Mainz 2005, ISBN 3-8053-2918-0.